# Референдум в Венесуэле (2000)
Референдум о выборности руководства профсоюзов Венесуэлы был проведён 3 декабря 2000 года. Избирателям было предложено ответить на вопрос, согласны ли они, что руководство профессиональных союзов Венесуэлы должно выбираться в соответствии с принципами чередования и всеобщего, прямого и тайного голосования и полномочия руководства профсоюзов должны быть приостановлены до тех пор пока эти выборы не состоятся.
В результате большинство участников референдума ответили на вопрос положительно. Явка составила 23,50 %.

## Результаты
| Ответ                 | Голоса     | %     |
| --------------------- | ---------- | ----- |
| Да                    | 1 632 750  | 62,02 |
| Против                | 719 771    | 37,98 |
| Недействительные      | 280 002    | —     |
| Всего                 | 2 632 523  | 100   |
| Зарегистрировано/Явка | 11 202 214 | 23,50 |
| Источник: CNE         |            |       |